# Gojira × Mosura × Mekagojira - Tōkyō SOS
Gojira × Mosura × Mekagojira - Tōkyō SOS (ゴジラ×モスラ×メカゴジラ 東京SOS?, Gojira tai Mosura tai Mekagojira Tōkyō Esu Ō Esu, lett. "Godzilla × Mothra × Mechagodzilla - Tokyo SOS", dove "×" si pronuncia "tai", cioè "contro") è un film del 2003 diretto da Masaaki Tezuka.
Si tratta del sequel di Gojira × Mekagojira e quinto film dell'Era Millennium di Godzilla, realizzato dalla compagnia cinematografica Toho.
Ricompaiono il sauro radioattivo Godzilla, il suo clone cyborg Mecha-Godzilla (qualche volta chiamato Kiryu nella versione americana) e la falena mutante Mothra. Il film è sostanzialmente un remake di Watang! Nel favoloso impero dei mostri, come si può intuire vedendo che certe scene sono praticamente identiche (come ad esempio la fase finale dove Mothra rimane uccisa e le sue larve imbozzolano Godzilla), ma la trama si distacca non poco dall'originale.
Il film è stato distribuito in America nel 2004 con il titolo Godzilla: Tokyo S.O.S..

## Trama
Dopo l'apparente sconfitta di Godzilla, il governo giapponese vuole usare alcune ossa di Godzilla per ricostruire il robot Mecha-Godzilla (siccome nel film precedente hanno dovuto danneggiarlo per fermare la sua antica ira), al fine di usarlo come arma di difesa per il Giappone. Mothra tuttavia si dimostra subito contrariata all'esperimento e minaccia di attaccare l'umanità se ciò dovesse avvenire.
Nonostante l'accordo tra i giapponesi e Mothra fosse chiaro, il governo si dirige verso il luogo dove Godzilla era precipitato per prelevarne le ossa. Con grande sorpresa di tutti il dinosauro mutante è ancora vivo e immediatamente distrugge i laboratori dirigendosi verso Tokyo con un solo obiettivo: distruzione totale. Mothra lo affronta ma Godzilla la sconfigge con il suo potentissimo raggio radioattivo. I giapponesi allora ricostruiscono in fretta e furia Mecha-Godzilla e lo scagliano al fianco della farfalla gigante contro Godzilla. Ma il Re dei Mostri è troppo potente e riesce a battere entrambi.
Nel frattempo, due uova di Mothra si schiudono e si dirigono a Tokyo per aiutare la madre nello scontro, mentre gli scienziati cercano di riparare Mecha-Godzilla. Godzilla fa fuori Mothra, che si sacrifica per proteggere le sue larve, ma subito dopo viene colpito a morte da un nuovo, potenziato Mecha-Godzilla che lo infilza al petto con un trapano che ha sul braccio e lo bombarda coi suoi cannoni laser.
Le larve di Mothra chiudono poi Godzilla morente in un bozzolo con dei fili. Ma lo spirito del Godzilla del 1954 si risveglia di nuovo in Mecha-Godzilla che, invece di finire l'avversario, lo afferra e precipita in mare con esso perché, come diceva Mothra, la sua costruzione è stata una violazione alle regole della natura. Tuttavia, nei laboratori segreti giapponesi, si nota un campione di D.N.A. di Godzilla, che fa capire che la minaccia può risorgere.